# Robert Scott (wioślarz)
Robert Geoffrey Scott (ur. 5 sierpnia 1969) – australijski wioślarz, srebrny medalista olimpijski z Atlanty.
Na igrzyskach startował dwa razy (IO 92, IO 96). Na igrzyskach w Barcelonie zajął piąte miejsce w ósemce. Cztery lata później zajął drugie miejsce w dwójce bez sternika (wspólnie z Davidem Weightmanem). Jego żona Liz Weekes także była wioślarką i medalistką olimpijską.